# Malaio manado
O manado malaio é uma língua falada em Manado, Celebes do Norte, Indonésia e na área circundante. O nome local da línguagem é Bahasa Manado (língua Nadado), e o nome Minahasa Malaio também é utilizado, em função do principal grupo étnico que fala a língua. Como o Manado Malaio é usado apenas para comunicação falada, não há ortografia padrão. 
Manado Malaio é em verdade uma língua crioula do Malaio. Difere do Malaio por ter um grande número de palavras oriundas do Português e do Neerlandês. Em características como, por exemplo, o uso de " kita" como pronome da primeira pessoa singular, enquanto que "kita" é um pronome da primeira pessoa plural inclusiva da língua Malaia.

## Escrita
A língua Manado Malaio usa, ainda que de forma não oficializada, o alfabeto latino numa versão que não usa as letras Q, U, V, X, Z, mas usa as formas Ny, Ng

## Sílaba tônica
A maioria das palavras tem como tônica a penúltima sílaba:
| kadéra | 'cadeira'  |
| sténga | 'metade'   |
| dói    | 'dinheiro' |

Há, porém, palavras co a última sílaba forte:
| butúl  | 'certo, correto, verdadeiro' |
| tolór  | 'ovo'                        |
| sabóng | 'sabão'                      |

## Pronomes

### Pessoais
|             | Indonésio padrão | Manado Malaio |
| 1ª singular | saya             | kita          |
| 1ª plural   | kami / kita      | torang        |
| 2ª singular | anda             | ngana         |
| 2ª plural   | kalian           | ngoni         |
| 3ª singular | dia              | dia           |
| 3ª plural   | mereka           | dorang        |

### Possessivos
Possessivos são construídas pela adição de "pe" ao pronome ou substantivo ou nome próprio, seguido pelo substantivo "possuído". Assim, "pe" tem a função semelhante ao Inglês "'s", como em  "uniforme do médico ".
| Manado Malaio         |                                 |
| Meu amigo             | kita pe tamang / ta pe tamang   |
| Teu amigo             | ngana pe tamang / nga pe tamang |
| Livro dele(a)         | dia pe buku / de pe buku        |
| Esse livro é de vocês | ini ngana pe buku               |

### Interrogativo
- por que = kyápa?
- onde = di mána?
- quem = sápa?
- qual (is) = tu mána?

## Aspecto gramatical
Ada ('verbo ser') pode ser usado no Malaio Manadês para indicar o aspecto perfeito. 
e.g. :
- Dorang ada turung pigi Wenang = " Eles já desceram para Wenang"
- Torang so makang = "Nós ja comemos".
- kita- eu, eu próprio, mim ou nós, nos.
- torang- nós, nos

## Nasais finais
As nasais finais /m/ e /n/ do indonésio são substituídas pelo grupo "-ng" group em Manado, similar ao  que ocorre com o dialeto de Terengganu, Malásia, ex. :
- makang (Indonésio makan) = "comer",
- jalang (Indonésio jalan) = "caminhar",
- sirang (Indonésio siram) = "banhar-se" etc.

## Prefixos

### prefixo "ba-"
O prefixo ber- do indonésio tem função similar ao sufixo  -ing do inglês (gerúndio do português), mas é usado modificado para ba- em Manado Malaio. Ex..: bajalang (berjalan, caminhando ), batobo (berenang, nadando), batolor (bertelur, pondo (ovos))

### prefixo  "ma(°)-"
° = ng, n, or m dependendo do contexto fonético..
O prefixo me(°)- do Indonésio padrão, que também tem uma função para fazer um verbo ativo, é modificado em ma(°)- no Manado Malaio. Ex.: mangael (mengail, fixando peise ao anzol), manari (menari, dançando), mancari (mencari, procurando), mamasa (memasak, cozinhando), manangis (menangis, chorando).

## Palavras
Muitas palavras do  Indonésio padrão são usadas mais curtas em Manado:
pi (Indonésio padrão: pergi, to go)
mo pi mana ngoni? (onde vocês aí estão indo?)
co (Indonésio padrão: coba, tentar)
co lia ini oto (trate de dar uma olhada nesse carro)
so (Indonésio padrão: sudah, tem/ fez)
so klar? (have you finished?), "so maleleh?" (já derreteu?), so kanyang?" (teu estômago já está cheio?)
ta (Indonésio padrão: awalan ter, prefico passivo)
tasono? (cair de sono) , tajatung? (caído), tagoso (sendo acariciado)

## Palavras Manado vindas do Indonésio
Muitas palavras do Manado Malaio vieram do Indonésio padrão:
- baku (significa reciprocidade) ex. : baku hantam (soquerem-se), baku ajar (atingirem-ser), baku veto (debater), baku sedu (rirem-se um do outro), baku dapa (encontrar-se).

## Palavras Manado vindas de outras línguass
Em função da colonização por parte de neerlandese e portugueses nas Celebes, muitas palavras das línguas desses colinizadores se incorporaram ao vocabulário Manado:
| Indonésio padrão | Manado Malaio | Língua de origem      | Português |
| topi             | capéo         | Português (chapéu)    | chapéu    |
| bosan            | fastíu        | Português (fastio)    | fastio    |
| untuk            | for           | Neerlandês (voor)     | para      |
| garpu            | fork          | Neerlandês (vork)     | garfo     |
| tenggorokan      | gargántang    | Português (garganta)  | garganta  |
| kursi            | kadéra        | Português (cadeira)   | cadeira   |
| bendera          | bandéra       | Português (bandeira)  | bandeira  |
| saputangan       | lénso         | Português (lenço)     | lenço     |
| tapi             | mar           | Neerlandês (maar)     | mas       |
| jagung           | mílu          | Português (milho)     | milho     |
| paman            | om            | Neerlandês (oom)      | tio       |
| nenek            | oma           | Neerlandês (oma)      | avó       |
| kakek            | opa           | Neerlandês (opa)      | avô       |
| bayangan         | sómbar        | Português (sombra)    | sombra    |
| keringat         | suár          | Português (suar)      | suar      |
| bibi             | tánte         | Neerlandês (tante)    | tia       |
| dahi             | tésta         | Português (testa)     | testa     |
| penyu            | tuturúga      | Português (tartaruga) | tartaruga |
| sepatu           | chapátu       | Português (sapato)    | sapatos   |
| kebun            | kintál        | Português (quintal)   | (quintal  |